# Pont de Sant Julià del Llor
El pont de Sant Julià del Llor, popularment conegut com a Pont Vell, és al terme de Sant Julià del Llor i Bonmatí i creua l'antic llit del riu Ter. Arran d'una riuada el 1777, el curs del Ter va desplaçar-se a l'oest i avui dia el pont creua un camp al costat de Sant Julià del Llor. És una construcció protegida com a bé cultural d'interès local.

## Arquitectura
Es tracta d'un gran pont medieval que travessa el curs antic del riu Ter, que compte amb unes dimensions de 82 metres de llarg per 2 metres d'amplada. El pont consta de cinc arcades de mida dispar; cal destacar especialment la gran arcada central, la qual consta d'una llum - amplada- de 20 metres, 3’65 d'intradós i una sageta - alçada- de 9,10 metres fins a la barana. Pel que fa als materials, prima la pedra concretament els còdols de riu sense desbastar i treballar, a excepció de les quatre grans arcades, confeccionades amb blocs de pedra o carreus bastant regulars.
El punt d'arrancada de les arcades, està àmpliament reforçat per la presència en els dos costats del pont, d'uns poderosos contraforts en forma de falca. D'aquests contraforts destacar especialment els del vessant nord, els quals són molt més poderosos i robustos en comparació amb els de l'altre costat. Això es deuria al fet que pel nord era per on baixava el riu i impactava amb més força contra el pont, d'aquí la projecció d'uns poderosos contraforts en aquest costat. D'aquesta manera les pilastres han estan reforçades per uns poderosos espigons que fan de trenca-aigües i contraforts simultàniament.

## Història
El pont es troba al pas d'una via romana que, des de Gerunda, penetrava l'interior muntanyós resseguint la riba esquerra del Ter. Les obres de restauració podrien confirmar l'origen romà dels enormes carreus que sostenen la base de les arcades. No hi ha proves que el pont es reconstruís a l'edat mitjana tot i trobar-se al pas d'una important via de comunicació del comtat de Girona. El pont actual es considera un dels millors exemples d'estil gòtic tardà civil que queden a la demarcació. Segurament és una obra del segle XVII de la que en foren promotors els Olmera, senyors d'Anglès, i el monestir d'Amer.
El pont va servir pocs anys, ja que un aiguat el va inutilitzar en desplaçar el curs del riu, abans que l'aiguat de Santa Llúcia del 1777 s'endugués l'arcada de la riba dreta. I és que el 13 de desembre, un aiguat de grans proporcions va provocar que el Ter es desbordés i a Sant Julià va provocar el canvi original de la aigües deixant el pont del carrer Vell sense riu. Aquest excés d'aigua és recordat per l'aiguat de Santa Llúcia. No obstant això, és possible que el pont ja no fos útil, car se sap per un document de 1727 que el mas Cuc d'Anglès tenia en propietat una barca que travessava el Ter tot fent de transport públic.
Com que el pont es trobava en estat d'abandonament i amb risc d'esfondrament, el 1997 s'iniciaren unes obres de consolidació i rehabilitació del pont. Tot i que la propietària d'uns terrenys annexos al pont va presentar recurs contra el projecte, el 1999 va començar la rehabilitació general i la restauració de les parts més malmeses, com ara la gran volta central. Durant els treballs, el paviment es va reposar i va aparèixer una cinquena volta.